# Les Jardins musicaux
Les Jardins Musicaux est un festival de musique organisé dans le village de Cernier, en Suisse.

## Grange aux Concerts
Depuis sa création, les représentations du festival ont lieu dans la grange aux Concerts. Le bâtiment appartient au site d'Evologia, école d'agriculture à Cernier. Sa dernière transformation pour accueillir le public dans les meilleures conditions date de 2011.

## Prix BCN Culture 2010
L'Opéra Décentralisé Neuchâtel, producteur des Jardins Musicaux, est lauréat du prix BCN Culture 2010 avec son Concerto pour boîte à musique. La création de Jacques Henry et Victor Cordero a eu lieu lors du festival 2011, avec une boîte à musique créée par Martial Cuendet à Sainte-Croix.

## Collaborations
L'édition 2008 marque le début de la collaboration avec la Saline royale d'Arc-et-Senans. L'édition 2011 marque le début d’un nouveau partenariat avec le Parc régional Chasseral (CH), à cheval sur les cantons de Berne et de Neuchâtel. Au programme, une série de cinq événements labellisés Bal(l)ades qui allie découvertes du patrimoine et concerts dans différents lieux du parc.
Les Jardins Musicaux ont proposé 6 représentations du Cirque de Chaplin en collaboration avec la Cinémathèque suisse.